# Замок Беллінфед
Замок Баллінфад (англ. Ballinfad Castle, ірл. Caisleán Béal an Aith Fada) — Кашлен Бел ан Айх Фада — один із замків Ірландії. Назва перекладається як «Замок Роту (Гирла) Довгого Броду». Розташований в графстві Ґолвей в приході Мойрус. З аналогічною назвою є замок в графстві Слайго в Ірландії. Замок належить Т. Б. Мартіну, есквайру. Замок розташований біля озера Лох-Іна. У 1842 році в замку була школа для дітей з бідних сімей Коннемара.